# Nalej čistého vína, pokrytče
Nalej čistého vína, pokrytče je studiové album pražské hudební skupiny Psí vojáci. Obsahuje devět písní s texty Filipa Topola z 80. let. Deska byla nahrána v červnu 1990 v brněnském studiu Audio Line a roku 1991 vyšla na CD, MC i LP, křest proběhl 14. února. Obal je dílem bubeníka Davida Skály. Jako hosté si na albu zahráli Jan Hmyzák Novák (častý host na koncertech) a Petr Venkrbec (bývalý člen Psích vojáků). V roce 2005 vyšlo CD v reedici Levných knih.
Recenzent Vojtěch Lindaur na albu vysoko hodnotí texty i hudbu, kritizuje však, že se deska násilně snaží navodit atmosféru živého koncertu.

## Název
V původním vydání z roku 1991 je na přebalu MC a CD uveden název Nalej čistého vína, pokrytče (spisovně), na přebalu LP je ale uveden název Nalej čistýho vína, pokrytče (nespisovně). Název je jedním veršem z písně Poseru se štěstím, kde je též zpíván nespisovně. V CD reedici z roku 2005 je uveden název ve své nespisovné formě. Oficiální internetové stránky Psích vojáků i kniha Národ psích vojáků uvádí spisovnou formu.

## Seznam písní
1. Russian mystic pop op. IV. – 4:43
2. Bílá a studená – 2:47
3. Poseru se štěstím – 5:05
4. Russian mystic pop op II. – 5:27
5. Marilyn Monroe – 5:31
6. Strenž dizájr – 4:26
7. V září už nikdy netanči – 8:01
8. Černý sedlo – 5:53
9. Znám svýho známýho – 2:49

## Složení

### Psí vojáci
- Filip Topol – piano, zpěv, texty
- Jan Hazuka – basová kytara, kytara
- David Skála – bicí nástroje

### Hosté
- Zdeněk Hmyzák Novák – trumpeta
- Petr Venkrbec – altsaxofon